# Inkvizice

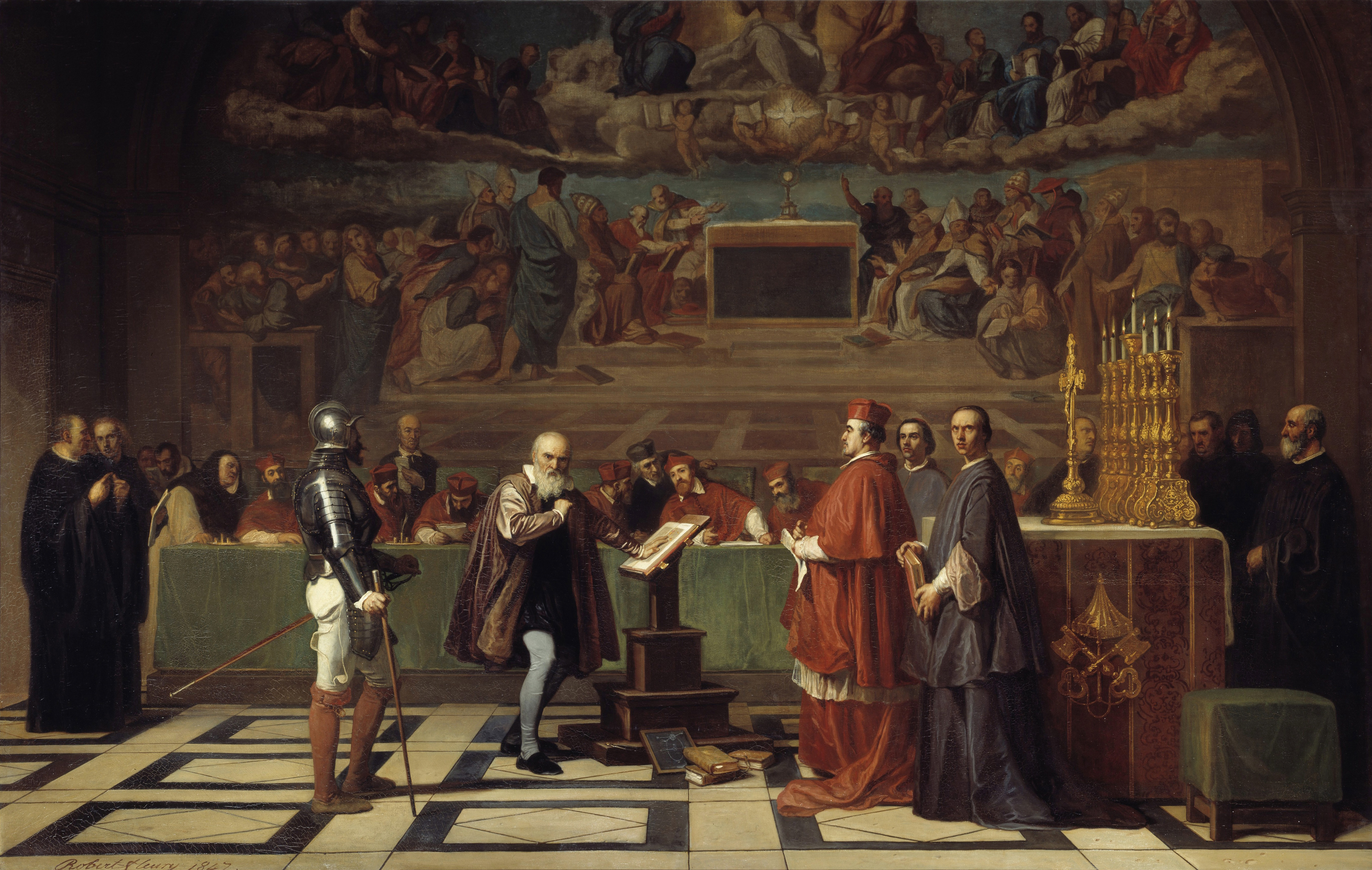
Galileo před Svatým oficiem, Joseph-Nicolas Robert-Fleury, obraz 19. století

Inkvizice, (zastarale) též inkvisice (lat. inquisitio; z inquaerere zjišťovat), nazývána často také „Svatá inkvizice“, byla právní instituce katolické církve či španělských a portugalských panovníků, která se měla vypořádávat s herezí (kacířstvím). Termín inkvizice označuje také samotné vyšetřování v otázkách víry a mravů, které vykonávala příslušná církevní autorita, tj. biskup nebo osoba jím k vyšetřování pověřená (tj. inkvizitor). Později bylo vyšetřování prováděno i jednotlivými inkvizičními institucemi.

## Středověká inkvizice

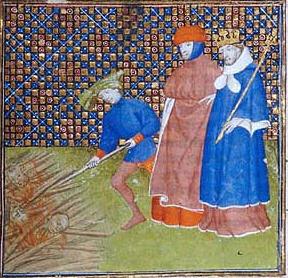
Francouzský král Filip II. upaluje katary

Vznik středověké inkvizice byl podmíněn sepětím dvou závažných okolností. V první řadě to byl rostoucí vliv heretických hnutí, zvláště katarů (od 40. let 12. století) a valdenských (od 70. let 12. století), ale také některých členů komunit beghardů a bekyní. Církev viděla v těchto hnutích ohrožení křesťanského učení a své autority. Toto dosud v západní církvi svým rozsahem a intenzitou nebývalé propuknutí hereze se v té době navíc sešlo s velkým objevem znění antického římského práva. Římské právo herezi trestalo jako jeden z nejvážnějších kriminálních činů, a tím středověkým elitám nabídlo praktické řešení, jak se s novými herezemi vypořádat. Starořímské pojetí heretika, jakožto kriminálníka, pak podpořil i vlivný středověký myslitel Tomáš Akvinský, když srovnával kacíře s vrahy: vrah na rozdíl od kacíře zabijí pouze tělo (zbavuje tedy druhé pouze pozemského života, který stejně jednou musí skončit), kacíř však svým svodem zabíjí duši, a vede tak druhé do věčného zatracení. Podle této logiky Tomáš Akvinský nenalézá důvod, proč by se s kacířem (tj. vrahem duše) mělo nakládat mírněji než s obyčejným vrahem těla.
Všechny druhy středověké inkvizice byly decentralizované; jejich spravování příslušelo místním hodnostářům na základě směrnic vydaných papežem, avšak mezi jednotlivými institucemi inkvizice neexistoval vztah nadřízenosti a podřízenosti jako později v novověku. Existovalo vícero druhů inkvizice v závislosti na její působnosti a metodách. Historikové je obvykle dělí na biskupskou a papežskou inkvizici.
První institucí středověké inkvizice byla tzv. biskupská inkvizice, kterou ustanovil ve Veroně roku 1184 bulou Ad abolendam papež Lucius III. ve spolupráci s císařem Fridrichem Barbarossou. Podle ní náleželo moci duchovní určit vinu (tedy vést i výslechy), "světskému rameni" pak stanovení a provedení trestu. Tato inkvizice se zaměřila hlavně na katarskou herezi v jižní Francii. Zodpovědnými osobami byli sídelní biskupové (proto také biskupská). Z mnoha důvodů nebyla biskupská inkvizice příliš funkční. Biskupové často nesídlili ve svých diecézích, avšak žili ve vzdálených městech (např. v Římě) a svou diecézi pouze navštěvovali. Během těchto návštěv však nezbývalo kvůli dalším povinnostem mnoho prostoru pro důkladné inkviziční vyšetřování. Samotný inkviziční proces proto nebyl vždy efektivní. Další komplikací byla skutečnost, že podle buly Ad abolendam bylo povinností sdělit obviněnému jméno žalobce. To však často vedlo ke mstě ještě před samotným soudem.[zdroj?]
Počátky papežské inkvizice jsou spojeny s reformním programem čtvrtého lateránského koncilu (1215), který stvrdil exkomunikaci valdenských papežem Inocencem III. Valdenské hnutí představovalo pro společnost své doby velmi destabilizující faktor a církev se tažením vůči herezi v této době snažila chránit jak svou nauku, tak i feudální společenské zřízení. Tato inkvizice byla pověřena výslovně úkolem odhalování, stíhání a trestání kacířů a jejich sympatizantů. Papež se rozhodl pro jmenování zvláštních soudců pověřených pronásledováním kacířů. Když neuspěla snaha biskupů, řízením byli většinou pověřovány nové žebravé řády, které vznikly počátkem 13. století, dominikáni a františkáni. Úkolem inkvizitorů byli pověřováni též papežští legáti a diecézní klérus.[zdroj?]

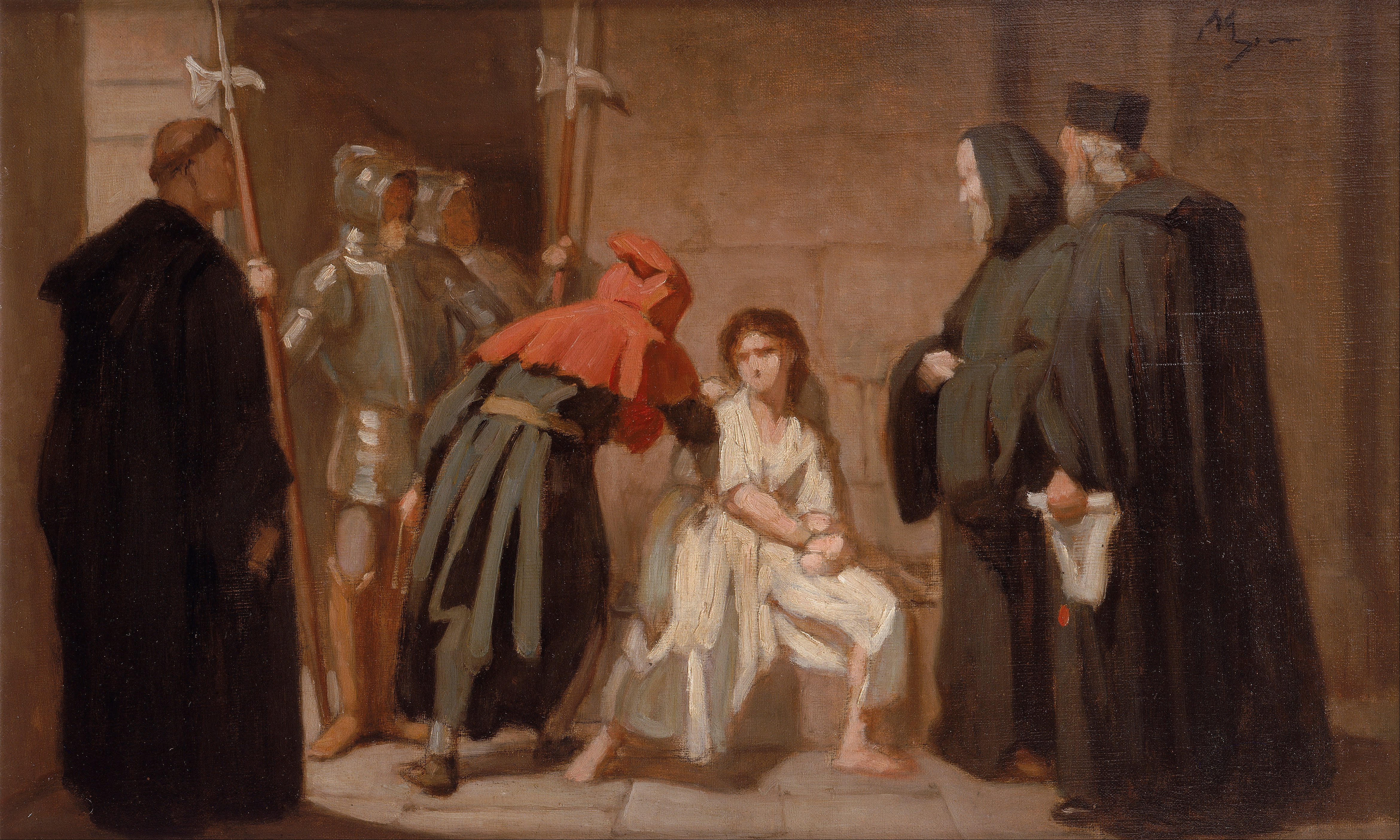
Inkvizice, Edouard Moyse, obraz 19. století

Biskupská inkvizice se zřejmě ukázala jako nedostačující nástroj, proto se papež Řehoř IX. rozhodl inkviziční řízení profesionalizovat, a tak založil papežskou inkvizici. Ustanovil, aby odhalováním a souzením kacířů byli pověřeni náležitě připravení lidé v postavení zplnomocněným papežských delegovaných soudců. Jako první papežský inkvizitor (delegovaný papežský soudce specializovaný na vyhledávání a vyšetřování podezřelých z hereze) byl roku 1231 jmenován převor dominikánského kláštera v Řezně.
Inkvizitor měl v sobě spojovat funkci duchovního pastýře a soudce. Proto se ideálními kandidáty do úřadu inkvizitorů zdáli být právě dominikáni (a později i františkáni), kteří byli vzdělaní, zcela podřízeni papežskému stolci, nemajíce žádné osobní vazby na komunitu, do níž byli jako soudci vysláni, navíc byli všeobecně oblíbeni jako kazatelé a zpovědníci.
Záhy se ovšem ukazovalo, v jak velkém může být inkvizitor pokušení svůj úřad zneužít. Právní proces inquisitio totiž spojoval do jedné osoby úřad vyšetřovatele a soudce. Ten navíc měl být i duchovním pastýřem obžalovaného. Procesy bývaly utajené a soudce měl velmi široké pravomoci. Vedení spravedlivého procesu pak záviselo pouze na charakteru inkvizitora. Zkušenosti z prvního desetiletí fungování inkvizice se pak odrazily v ustanoveních synody v Tarragoně roku 1242, kde se objevila snaha zabránit excesům a dát inkvizičnímu procesu řád.
Ve středověku neexistovala inkvizice jako jediná instituce či organizace. Pro období středověku bychom spíše měli hovořit o jednotlivých inkvizitorech či jednotlivých inkvizičních tribunálech obsazených soudci, z nichž někteří byli dominikáni a jiní františkáni. Přestože nebyli součástí jedné instituce, měli společné znaky: byli přímými podřízenými papeže (to znamená, že byli vyjmuti z běžné biskupské pravomoci a dohledu), nemuseli čekat až bude proti podezřelému vzneseno formální obvinění a všechna řízení byla tajná.[zdroj?]
Už od počátků inkvizice se objevovala i otázka trestání tzv. čarodějnictví. Papež Alexandr IV. hned dvakrát (v letech 1258 a 1260) zakázal inkvizitorům vést procesy s lidmi, kteří by byli podezřelí pouze z čarodějnictví, směrodatné mělo být pouze obvinění ze zjevné hereze. Situace se začala měnit až po roce 1398, kdy teologická fakulta pařížské univerzity odsoudila všechny druhy magie jako pakt s ďáblem. Na toto rozhodnutí však papežská kurie nezareagovala. Teprve roku 1484 papež Inocenc VIII. vydal bulu Summis desiderantes affectibus, kterou de facto zrušil rozhodnutí papeže Alexandra IV. a nakázal inkvizitorům podniknout rozhodné kroky proti všem, kteří uctívají ďábla. Inocenc tak podpořil objevující se masové pronásledování čarodějnic, které však středověk nikdy nepoznal.

### Působnost inkvizice

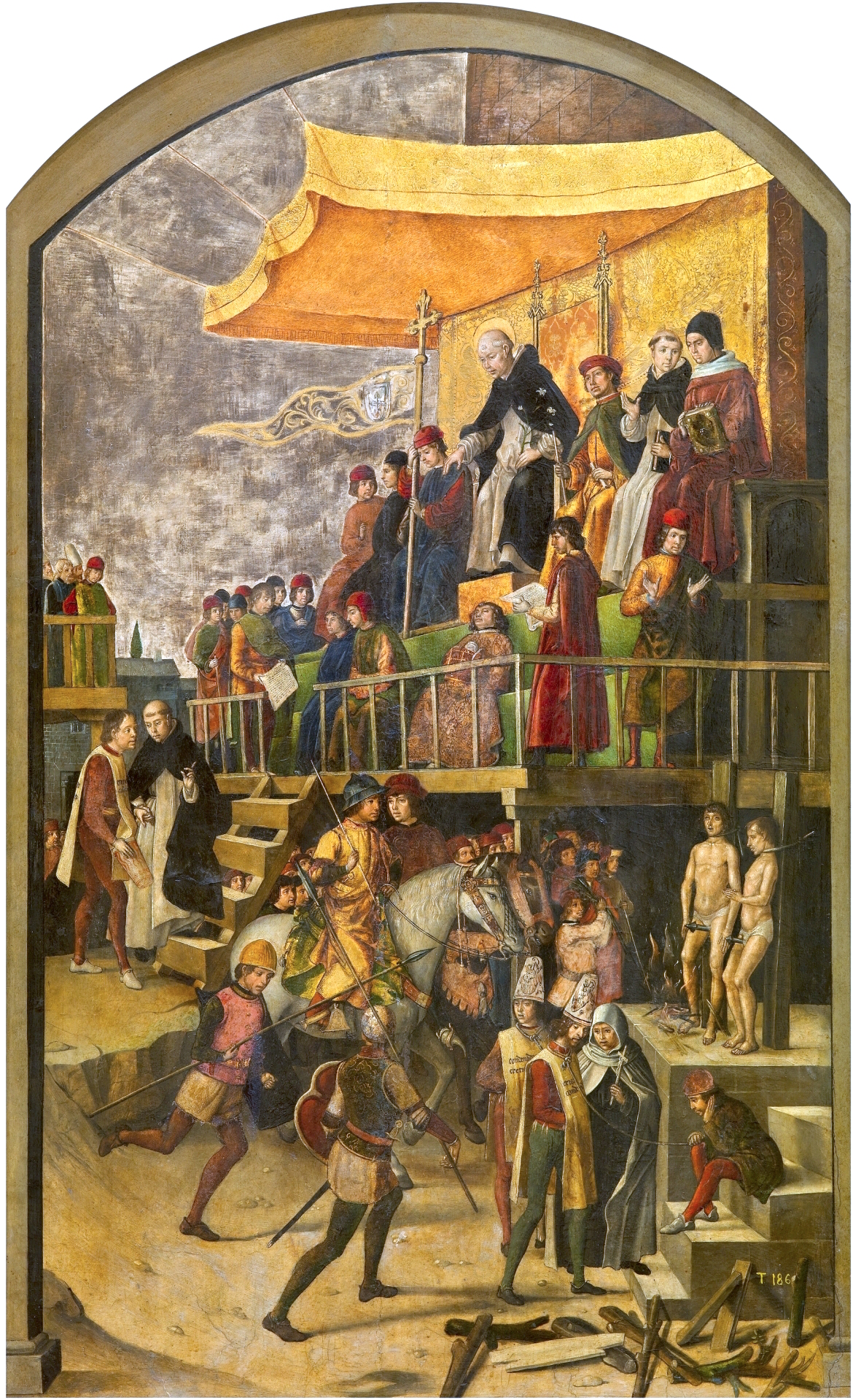
Pedro Berruguete, Sv. Dominik předsedá autodafé, 1475

Od 13. století se inkvizice šířila na sever do Německa a Skandinávie. V severní Evropě nebývala inkvizice tolik přísná jako v Evropě jižní, v samotné Skandinávii neměla téměř žádný vliv a v Anglii nebyla zřízena vůbec. Na Pyrenejském poloostrově byla ve středověku inkvizice ustanovena pouze v Aragonském království, které bylo jedním z hlavních center katarského hnutí. Papež Řehoř IX. jmenoval první inkvizitory pro Katalánsko již roku 1238. Naproti tomu Kastilii ani Portugalsko středověká inkvizice nezasáhla. První inkvizitory v Kastilii jmenoval až roku 1462 kastilský král Jindřich IV. (tedy představitel světské moci). Na prahu novověku rodící se španělská inkvizice však nevznikla jednoznačně jako nástroj potírající herezi, spíše byla výrazem sílícího antisemitismu na iberském poloostrově.
Inkvizice nezkoumala všechny případy hereze či odchýlení se od katolické víry, ale v některých katolických zemích byla hereze přečinem i proti světskému právu, které pak stanovilo světské tresty a staralo se o vykonání příslušného rozsudku.[zdroj?]
Obvinění z hereze nebo otevřené podpory heretiků mohlo být nebezpečné i pro šlechtu. Příkladem může být výprava proti languedocké šlechtě v roce 1208, kde jedním z důvodů tohoto tažení byla otevřená podpora languedocké šlechty vůči albigenským a její podíl na zavraždění papežského legáta Pierre de Castelnau.[zdroj?]

### Vyšetřování a soud

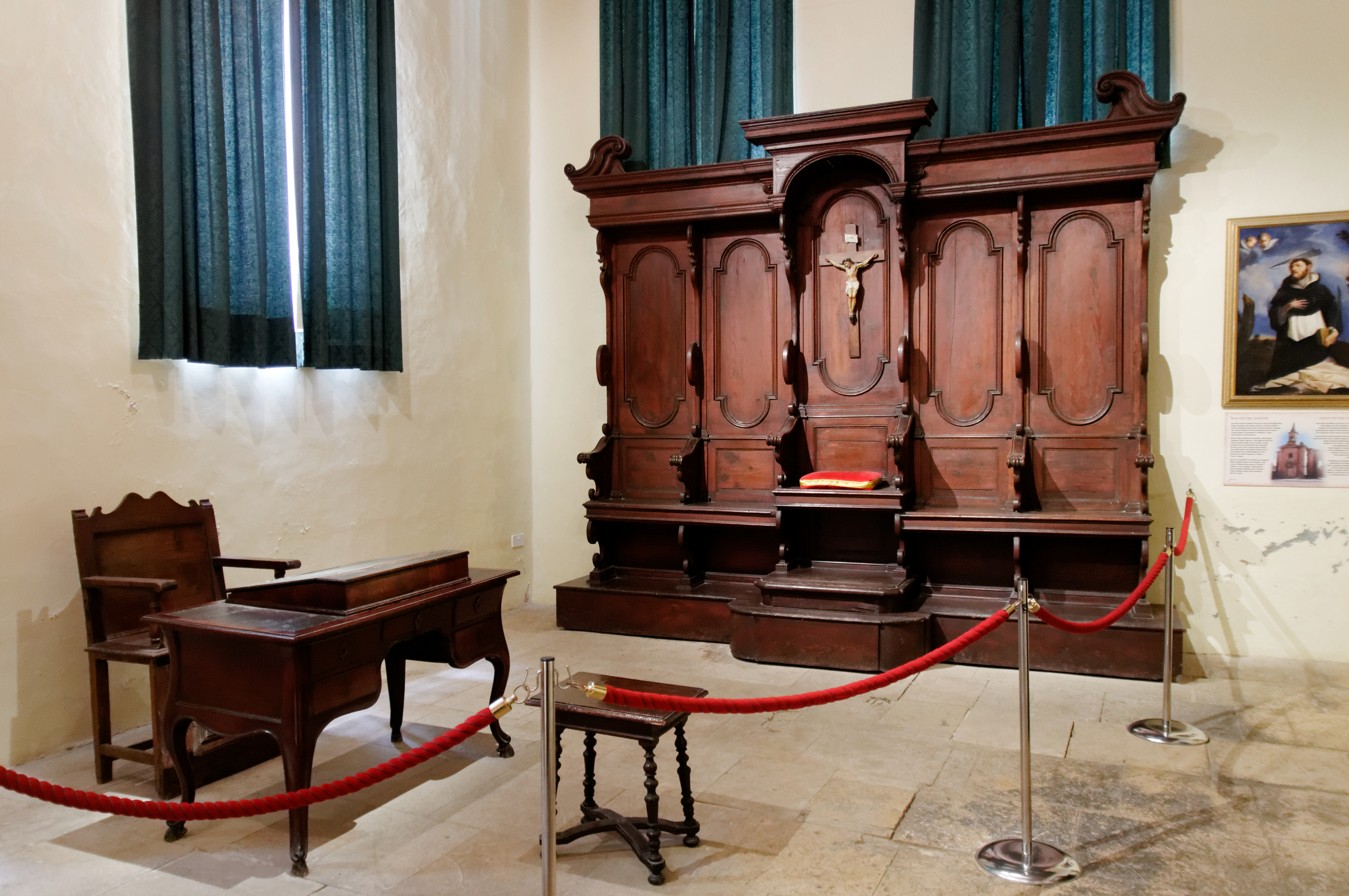
Tribunál Inkvizitorského paláce v Birgu na Maltě

Prvním krokem inkvizičního procesu byl samotný příchod inkvizitorů do určeného místa. Shromážděnému duchovenstvu a lidu z celého okolí přednesli kázání, v němž všechny zavazovali, aby ohlásili jim známé kacíře. Zároveň vyhlásili tzv. "období milosti", během něhož se mohli kacíři sami dobrovolně přiznat a činit pokání, a tak se vyhnout jakýmkoli právním postihům. Kromě dobrovolných doznání byla během této doby shromažďována i udání, podle nichž byl vyhotovován seznam podezřelých. Po uplynutí stanovené doby pak začaly výslechy. Podezřelý byl diskrétně přiveden před soud, kde byl poté, co odpřisáhl na evangelium, že bude mluvit celou pravdu, vyslýchán. Jména svědků byla obviněnému (z obavy před pomstou) zatajena (nicméně do vyšetřovacích protokolů byla pečlivě zaznamenána). Obviněný mohl na začátku procesu udat jména svých nepřátel - ti pak bývali ze seznamu svědků obvykle vyloučeni. Při výsleších se užívalo mučení (schváleno papežem roku 1252), které bylo v té době obvyklé u všech světských soudů s výjimkou Anglie. V inkvizičním procesu muselo být doznání učiněné na mučidlech zopakováno bez použití násilí příští den, jinak bylo považováno za neplatné. Ačkoli bylo vyšetřování zahaleno tajemstvím, rozsudky byly vyhlašovány veřejně během kázání, které celé řízení uzavíralo.
Obviněný mohl mít sice svého advokáta, avšak pokud byl usvědčen, advokátovi bývalo znemožněno nadále vykonávat svou praxi. Hlavním úkolem inkvizitorů bylo přivést obviněného k doznání a k odvolání dané hereze.[zdroj?]
Podkladem pro vyšetřování byla udání nebo výpověď vyšetřovaného proti třetí osobě. Většinou už toto udání bylo pro inkvizici důkazem o vině obžalovaného. Zatčený byl umístěn ve vězení, kde byl v naprosté izolaci od okolního světa. Inkvizitoři mohli věznit obžalovaného rok nebo deset let, nebo dokonce celý život, protože vyšetřování bylo časově neomezeno.

### Mučení
V roce 1252 zmocnil papež Inocenc IV. bulou Ad extirpanda inkvizitory k užívání útrpného práva v případě, že obžalovaný nechtěl vypovídat nebo byly pochybnosti o pravdivosti jeho výroků (podobně jako u ostatních soudů té doby). Zároveň však zakázal vynášet závažné tresty (tj. konfiskace majetku, doživotní žalář a smrt) proti heretikům bez souhlasu místního biskupa. Postupy mučení však byly ve srovnání se světskými soudy mírné: bylo zakázáno užívat postupů, které vedly k prolití krve, zmrzačení nebo smrti. Jedním z nejznámějších způsobů mučení bylo tzv. strappado, při němž byly vyslýchanému za zády svázány ruce, za něž byl vyslýchaný zavěšen a docházelo tak k vymknutí kloubů, nebo v některých případech natažení svalů i s trvalými následky.[zdroj?]

### Trest
Po skončení soudu mohlo trvat roky, než byl rozsudek vynesen; během tohoto období zůstával obviněný ve vězení. Inkvizitoři obvykle vyhlašovali rozsudky více případů společně během veřejného shromáždění, nazývaného sermo generalis („obecná promluva“).
Trest smrti upálením z důvodu hereze jako první ve svém zákonodárství zavedl císař Fridrich II. v Sicilském království v 30. letech 13. století.
Ne vždy musel být rozsudek inkvizičního soudu těžký trest. Možným trestem (v některých případech spíše církevním pokáním) mohla být např. pouť na některé vzdálené místo (např. do Říma), nošení žlutého kříže po zbytek života, konfiskace majetku, vypovězení ze země, veřejné odvolání nebo žalář (třeba i doživotní). Trest smrti upálením byl určen pouze pro nejvážnější a zatvrzelé případy, pro ty, kdo se provinili opakovaně nebo nekonali pokání. Popravu nevykonávala církev, ale světská moc.[zdroj?]
Inkvizitoři obecně nevydávali heretiky k potrestání světskému rameni, pokud je k odvolání nepřiměli. Cílem inkvizitora bylo usvědčeného napravit. Známý inkvizitor Bernard Gui, který patnáct let působil v okolí francouzského Toulouse, odsoudil dohromady více než 700 obžalovaných, z těch bylo popraveno celkem čtyřicet dva. Poprava znamenala pro inkvizici přiznání porážky, že církev není schopna zachránit duši z hereze; tzv. salus animarum, spása duší, byla deklarovanou motivací v působení církve.[zdroj?]
Během 16. století bylo v Palermu inkvizicí odsouzeno 660 osob, 22 upáleno. Soudilo se převážně za čarodějnictví, kacířství a bigamii.[zdroj?]

## Španělská inkvizice

Znak Španělské inkvizice

Roku 1478 vzniká z popudu krále Ferdinanda II. Aragonského samostatná Španělská inkvizice, která podléhala přímo španělskému králi a nikoli papeži. Tato inkvizice jakožto nástroj státní moci a způsob jejího zacházení s muslimy, židy a alumbrados patří k nejtemnějším stránkám dějin. U zrodu jejího největšího rozmachu stál Tomás de Torquemada, kterého ustanovil papež Inocenc VIII. Velkým inkvizitorem Španělska v roce 1487. Ze španělské inkvizice vzešla Peruánská inkvizice a Mexická inkvizice, která zůstala činná až do vzniku nezávislého Peru a Mexika. Španělská inkvizice byla zrušena roku 1834.[zdroj?]

### Dějinná situace
Na konci 15. století nebylo Španělsko jednolitým státem, ale konfederací samostatných administrativních celků; mezi nimi Aragonské království a Kastilské království. V Aragonii, konfederaci Aragonského království, Baleár, Katalánska a Valencie existovala biskupská inkvizice z dob středověku, podobně jako ve zbytku Evropy, avšak v Kastilii a Leónu nikoli.
Jižní část Iberského poloostrova obývali muslimové. Až do roku 1492 patřila Granada Maurům. Velká města, zvláště Sevilla, Valladolid a Barcelona měla velké židovské komunity. Židé tradičně sloužili aragonským králům. Ferdinandův otec, Jan II. Aragonský ustanovil jako svého dvorního astrologa Žida, Abiathara Crescase. Pedro de la Caballeria, marrano čili židovský konvertita, hrál významnou roli v uzavření Ferdinandova manželství s Isabelou Kastilskou.[zdroj?]

### Vznik španělské inkvizice

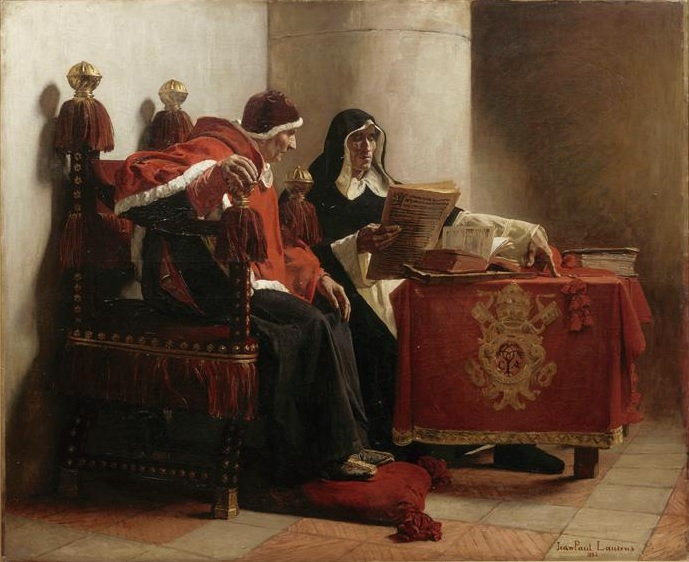
Papež Sixtus IV. s inkvizitorem Torquemadou, Jean-Paul Laurens, 1882

Aragonský král Ferdinand používal náboženství jako prostředek vlády nad svým obyvatelstvem. Snažil se vyhladit na svých územích židovské a muslimské obyvatelstvo – a jako prostředku užil inkvizice. Mnoho historiků se domnívá, že španělská inkvizice vznikla z Ferdinandovy snahy oslabit jeho hlavní politické oponenty. Je také možné, že motivy pro její vznik byly finanční. Židovští bankéři financovali mnoho fondů Jana II., kterých bylo užito pro uzavření spojenectví s Aragonií. Pokud by byl věřitel odsouzen soudem, tyto dluhy by byly odpuštěny.
Ferdinand byl schopný politik a udržoval dobré vztahy s papežským státem. Pokoušel se konsolidovat své panství, uzavřít manželství s Isabellou a vytvořit tak jediný stát pro svého dědice. Zároveň však nechtěl, aby mohl papež kontrolovat na jeho území inkvizici. Papež však ve Španělsku inkvizici zřizovat nechtěl, Ferdinand však na tom trval. Získal si Rodriga Borgiu, v té době valencijského biskupa a papežského vicekancléře a kardinála, aby pomohl přesvědčit papeže. Částečně se mu to povedlo, neboť Sixtus IV. povolil zřízení inkvizice, avšak pouze v Kastilii. Borgia pak mohl v budoucnu využívat podpory Španělska coby papež Alexandr VI.
Sixtus IV. se pokoušel stavět se proti španělské inkvizici, avšak neúspěšně, neboť Ferdinand mu hrozil, že stáhne vojenskou podporu z jeho Sicilského království. Sixtus IV. roku 1478 vydal bulu, v níž vyhlašuje dané zřízení. Papež nesouhlasil s kursem, který Ferdinand nasadil a nesvolil ke vzniku královské inkvizice v Aragonii. Údajně sám označoval tuto inkvizici za Ferdinandův prostředek konfiskace židovského majetku. Navzdory udělenému titulu Nejkatoličtější král, který Ferdinand pro španělskou korunu získal, však Ferdinand nadále čelil papežovým pokusům mít přímý vliv na počínání španělské inkvizice. Po dalším politickém nátlaku, jemuž pomohla také složitá politická situace (oslabení Benátské republiky, expanze Turků) Sixtus nakonec podpořil Ferdinandovy snahy o zřízení španělské inkvizice. Král Ferdinand tak získal vše, po čem toužil: inkvizici, kterou mohl ovládat s požehnáním papeže, a královskou pokladnu plnou ukořistěného židovského a maurského zlata.[zdroj?]

### Vyhnání Židů

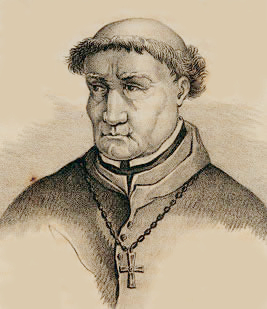
Tomás de Torquemada

Ferdinand a Isabella pověřili roku 1481 vyšetřováním a trestáním tzv. conversos, kteří měli pouze předstírat svou konverzi ke katolictví a přitom setrvat u praxe původního náboženství, Tomáse de Torquemada. Někteří z těchto Židů byli dokonce vysvěcení kněží a biskupové. Pomlouvači nazývali tyto Židy marranos („prasata“). Inkvizice se nejprve zaměřila na conversos v Seville a po „úspěchu“ v tomto městě se dále zaměřila na Córdobu, Jaén a Ciudad Real, později též na Aragonii, Kastilii a Valencii. Mezi lety 1486 a 1492 bylo uspořádáno 25 autodafé jen v samotném Toledu, v letech 1481 a 1826 bylo v tomto městě uspořádáno dalších 464 autodafé zaměřených na Židy. Mezi lety 1480 a 1492 bylo celkem obviněno více než 13 tisíc conversos. Inkviziční úsilí proti konvertitům vyvrcholilo vyhnáním všech Židů ze Španělska roku 1492.
Bezpečné útočiště pro Židy skýtalo muslimské Španělsko, které se rychle stalo místem rozkvětu židovské kultury a intelektuálního života. Avšak již několik měsíců po pádu Granady byl 31. května 1492 vydán dekret obou veličenstev o vyhnání Židů, kteří měli opustit zemi do konce července. Nesměli přitom odnést cokoli cenného, včetně zlata, stříbra a peněz. Důvodem udávaným v dekretu bylo obvinění, že se stavějí proti víře těch, kteří se obrátili na křesťanství. Tvrdí se, že don Isaac Abravanel, který již dříve vykoupil 480 židovských morisků z Malagy nyní nabídl 600 tisíc korun, aby byl edikt zvrácen. Říká se, že Ferdinand dlouho váhal, ale na naléhání velkého inkvizitora Torquemady nabídku nakonec odmítl.
Celkem se vyhnání týkalo 200 tisíc Židů, mnoho z nich však konvertovalo. Kolem 100 000 uteklo do Portugalska a 50 000 do dnešního Turecka nebo severní Afriky. Desítky tisíc jich během vyhnání zahynulo. Vyhnání Židů ze Španělska vedlo ke vzniku komunity sefardských Židů. Dekret nařizující vyhnání byl odvolán teprve roku 1858. Španělská inkvizice měla po vyhnání Židů volné ruce. Každý Žid ve španělských královstvích byl buď pokřtěn nebo vyhnán. Pokud nadále praktikovali židovství, byli pronásledováni jako znovuodpadlíci.[zdroj?]

### Další počínání španělské inkvizice

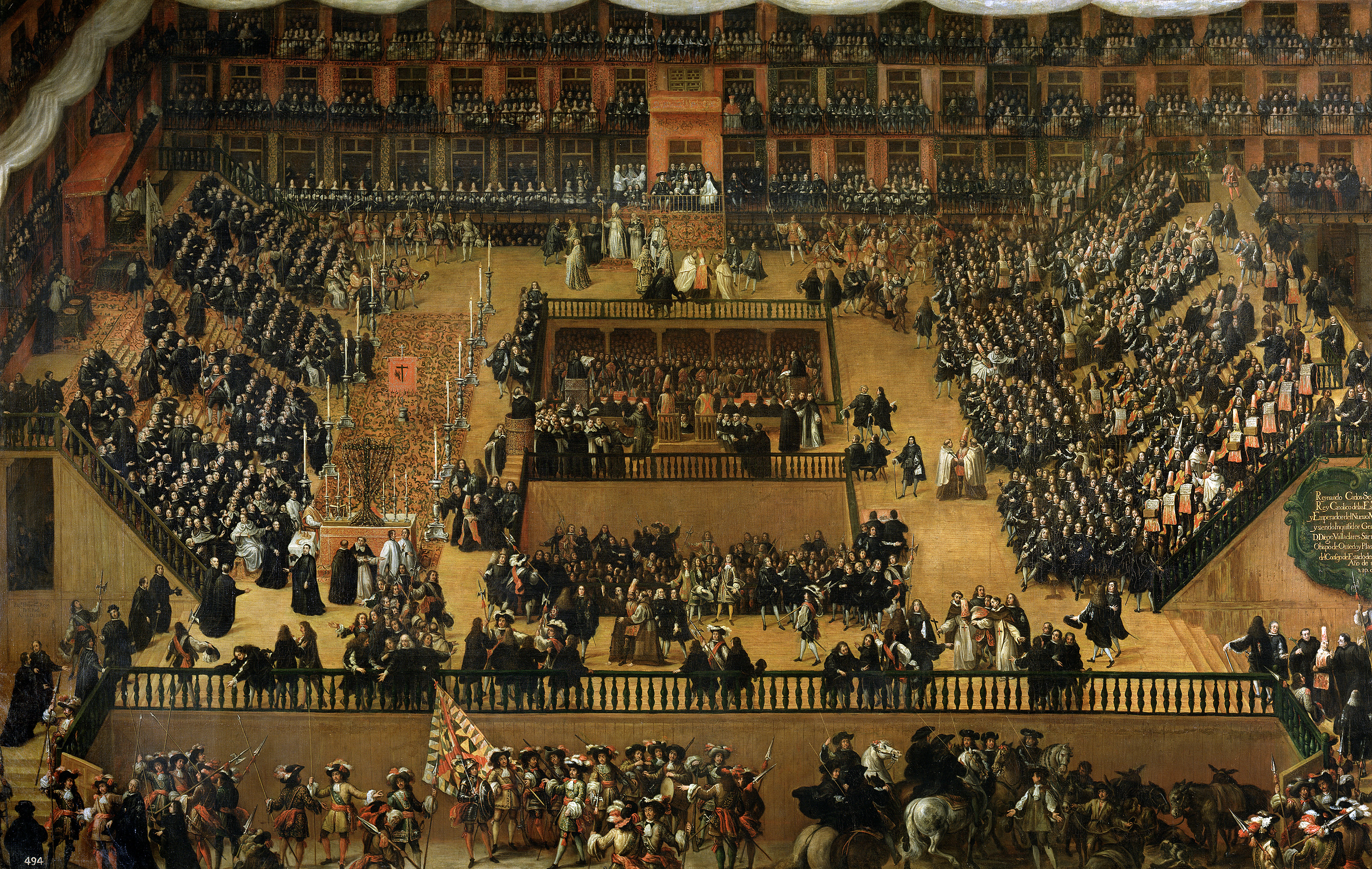
Auto-da-fé na Plaza Mayor v Madridu roku 1683

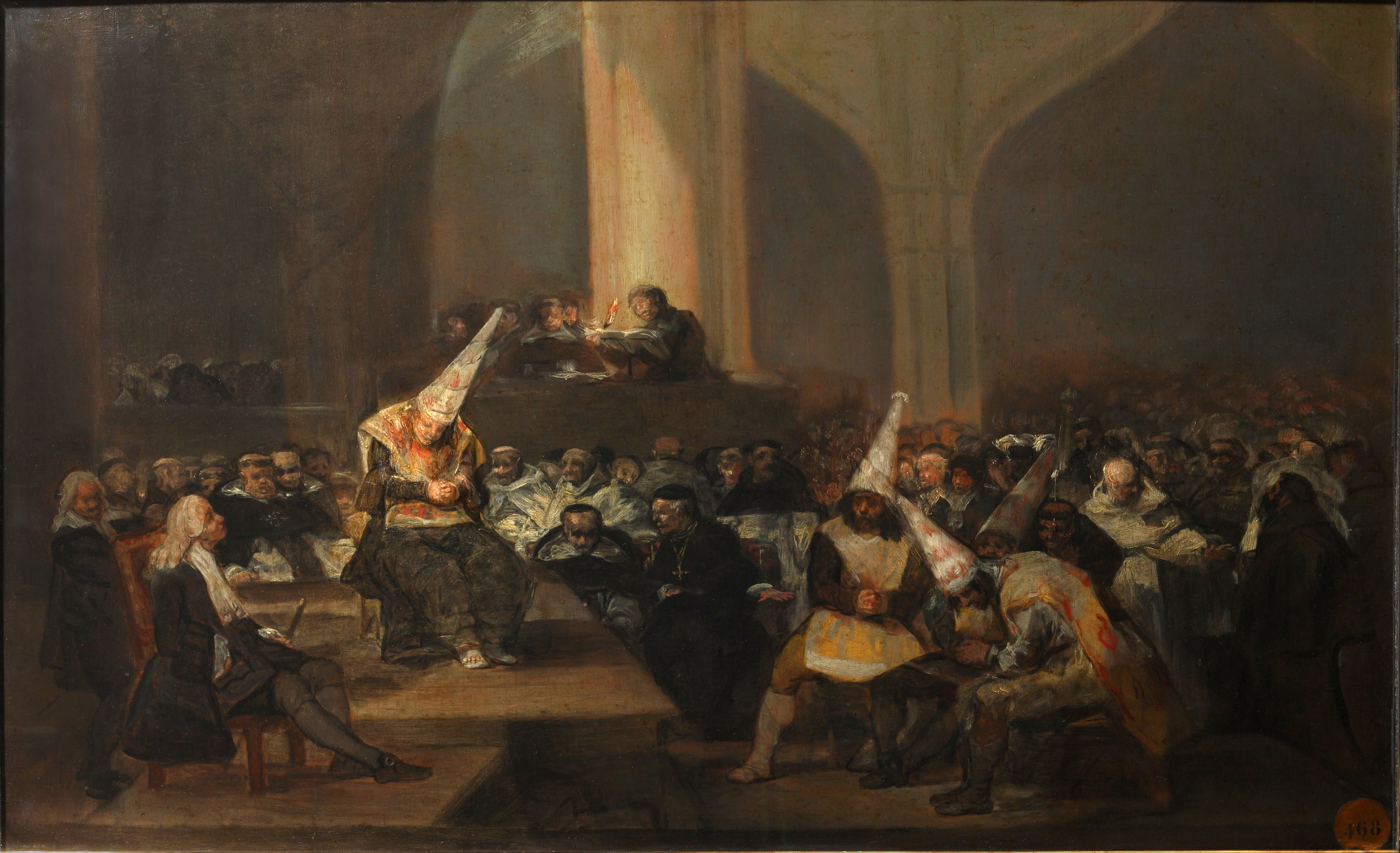
Inkviziční tribunál, Francisco Goya

Sixtův následník, papež Inocenc VIII. vydal dvě buly (11. února a 15. července 1485), které žádaly větší milosrdenství a mírnost vůči conversos. Nařídil však také všem katolickým monarchům vydat uprchlé Židy zpět do Španělska.
Inkvizici řídily sice církevní autority, avšak pokud byl obviněný opravdu označen za heretika, byl vydán světské autoritě k potrestání. K vynucení doznání se užívalo mučení, často hodně kruté. Trestem mohla být veřejná hana (nosení potupného šatu zvaného sambenito), vyhnanství, ale také smrt upálením. Odsouzenci, kterým se podařilo uprchnout, bývali trestáni v nepřítomnosti zhanobením a upálením svého portrétu či sochy. Vynesení rozsudků a vykonání trestů bylo inscenováno jako okázalé a odstrašující veřejné divadlo auto-da-fé, které mohlo trvat i celý den. Auto-da-fé byla spojena s bohoslužbami, procesími a jinými církevními obřady, cílem auto-da-fé bylo předvést moc církve a potupit či zastrašit její skutečné nebo domnělé protivníky. Hranice často bývala vyzdobena a její zapálení mohl vykonat namísto kata i člen královské rodiny či vysoké šlechty. Udání mnoha lidí přicházela z pomsty nebo ze snahy získat si přízeň koruny. Král sám stál za mnoha obviněními, neboť toužil po majetku či zemi těchto conversos.
Inkvizice byla také použita na potlačování raného protestantství, erasmiánství a alumbrados, v 18. století také proti encyklopedistům a osvícenství. Čarodějnictví však na rozdíl od ostatních evropských zemí nebylo v zájmu španělské inkvizice, nýbrž spíše světských soudů a hlavně lidových pověr. Domnělé čarodějnice byly španělskou inkvizicí zpravidla propuštěny nebo označeny za duševně choré.
Španělská inkvizice byla zrušena během napoleonské nadvlády (1808–1812), ale byla znovu zřízena Ferdinandem VII., odsouzenci k smrti však už po roce 1812 nebývali upalování, ale popraveni garotou nebo zastřeleni. Posledním odsouzeným k smrti byl učitel Cayetano Ripoll, který byl popraven garotou ve Valencii 26. července 1826 za hlásání osvícenských názorů a údajnou výuku deismu. [zdroj?] Oficiálně byla španělská inkvizice zrušena 15. července 1834.

### Mučení

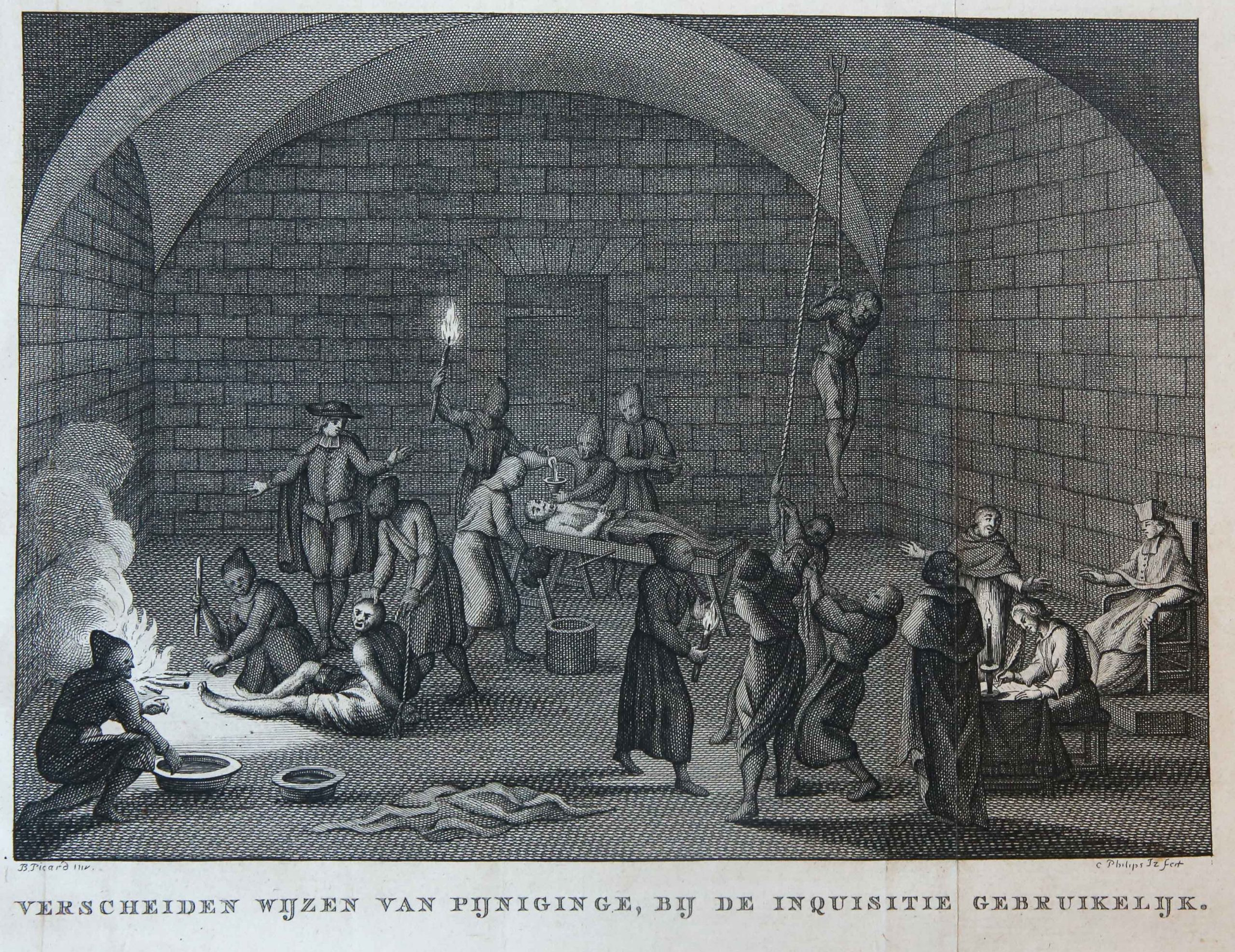
Způsoby mučení používané španělskou inkvizicí

Podle pořadu BBC a A&E Network Myths of the Spanish Inquisition (1994) neexistovaly během španělské inkvizice mučírny a mučení bylo užíváno velmi zřídka. Např. ve Valencii ze 7 tisíc dokumentovaných případů bylo mučení užito u 2 % případů, většinou ne na déle než čtvrthodinu. Více než jednou bylo mučení užito pouze u méně než 1 % případů; nebyly zjištěny případy, kdy by se k mučení přistoupilo více než dvakrát.
Mnoho postupů mučení, které se španělské inkvizici připisují, se nikdy nepoužívalo: mezi nimi např. železná panna, které je užito až v reformovaném Německu. Podobně je to i s drcením prstů – toho se ve Španělsku neužívalo, na rozdíl od pronásledování katolíků Williamem Cecilem v Anglii za vlády Alžběty I.
Některé ze svých postupů zmiňuje Torquemada: např. vodní mučení (tortura del agua), při němž se vyslýchanému lila voda do úst, až se domníval, že se topí. Dále užíval tzv. garrucha, kdy byly oběti zkrouceny ruce za záda a potom byla natahována. Ve Španělsku se v tomto období užívalo tzv. španělské židle, která držela vyslýchaného, zatímco se mu škvařila chodidla; není však jisté, zda ji užívala i inkvizice.[zdroj?]

### Rozsudky smrti

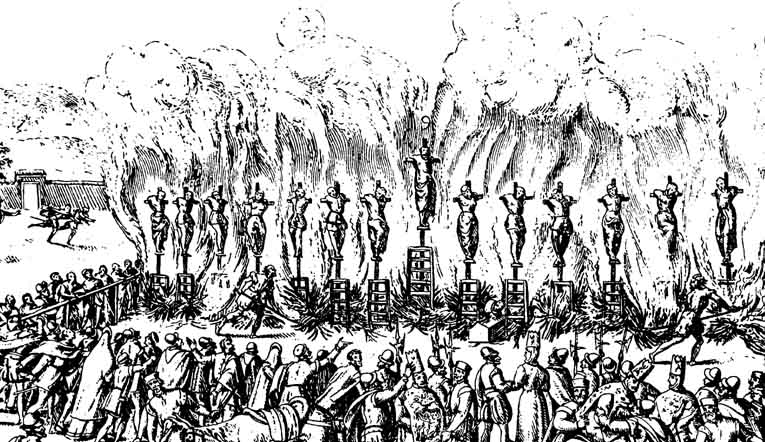
Upálení čtrnácti protestantů ve Valladolidu 21. května 1559

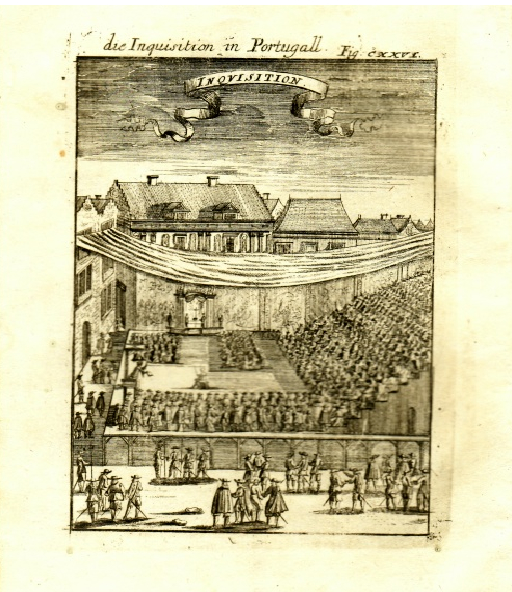
Mědiryt s tematikou portugalské inkvizice z roku 1685

V současné době probíhá v historiografii debata o skutečném významu španělské inkvizice a přesnosti dosud udávaných čísel. Někteří historikové udávají, že zmiňované počty trestů smrti jsou velmi přehnané, jiní historikové jdou až do stovek tisíců obětí.[zdroj?]
Podle generálního sekretáře inkvizice v letech 1789–1801, Juana Antonia Llorente, bylo mezi roky 1480 a 1808 odsouzeno k smrti 31 912 lidí. Philip Schaff uvádí ve své knize History of the Christian Church 8 800 obětí upálených během Torquemadových 18 let vykonávání úřadu.[zdroj?]
Archivy španělské inkvizice zkoumají dnes historikové. Geoffrey Parker prozkoumal 49 tisíc případů mezi lety 1540 a 1700, tedy třetinu případů z této doby, a uvádí, že trest smrti byl vykonán u 776 z nich. Dřívější záznamy se nedochovaly stejně dobře, ale nepodporují obvyklou představu o krvavosti těchto procesů.[zdroj?] Jelikož se nezachovala úplná dokumentace činnosti španělské inkvizice, nezbývá než přesnější počty jejích obětí pouze odhadovat. Španělská inkvizice vedla v letech 1550–1800 přes 200 tisíc vyšetřování, v rámci nichž vydala celkem asi 3 nebo dokonce 4 tisíce rozsudků smrti. Odhadovaný počet obětí se u různých autorů liší, určitě však nepřekročil 10 tisíc. Po běsnění v prvních dvaceti letech fungování španělské inkvizice počet rozsudků smrti nikdy nepřekročil 4 %. Jejím cílem nebylo zabíjet, nýbrž zastrašovat.
Portugalská inkvizice během svého dvousetletého působení (do roku 1760) vedla na 30 tisíc procesů, v nichž bylo 1 175 osob odsouzeno k smrti (dalších 633 bylo upáleno in effigie, tj. "obrazně").

### Ohlasy v umění
Španělská inkvizice se stala tématem v umění, literatuře i filmu:
- Edgar Allan Poe, Jáma a kyvadlo
- Voltaire, Candide
- Goya: obrazy
- skeč v seriálu Monty Pythonův létající cirkus – z ní zlidověla hláška: „Nikdo nečeká španělskou inkvizici!“
- Fjodor Michajlovič Dostojevskij, Bratři Karamazovi: podobenství o Velkém inkvizitorovi
- Miloš Forman, Goyovy přízraky (Goya's Ghosts)
- Asobo Studio, A Plague Tale: Innocence – videohra[18]

## Římská inkvizice
Papež Pavel III. ustanovil roku 1542 pod názvem Svatá kongregace obecné inkvizice stálou kongregaci kardinálů, která se měla starat o integritu víry a zkoumat chybné a falešné nauky. Tento úřad byl nazýván též Svaté oficium. S touto inkvizicí je spojen např. proces s Galileem v 30. letech 17. století nebo rozsáhlá cenzura. Inkvizice vypracovávala a stále rozšiřovala Index zakázané literatury. Na něm například v 17. století byla zhruba třetina české literatury.[zdroj?]
Obžalovaný byl vyslýchán vždy v přítomnosti dvou svědků a bylo mu předloženo shrnutí obžaloby. Závěry inkvizice se recitovaly před publikem a kajícník odpřisáhl na kolenou s rukou položenou na Bibli. Rozsah trestů se pohyboval od návštěvy kostela přes pouti, nesení kříže, vězení, a pokud obviněný nechtěl přísahat, až k popravě. Poprava se uskutečňovala upálením u kůlu a pokud obviněný zemřel před koncem procesu, byly jeho ostatky exhumovány a spáleny. Poprava a doživotní vězení byly vždy spojeny s konfiskací majetku odsouzeného. [zdroj?]
Význam inkvizice v novověku [zdroj?] zvolna upadal, jednak v souvislosti s protestantskou reformací a vzniku církví nezávislých na církvi římské, jednak s růstem moci absolutistických panovníků v 17. století, kteří již nebyli ochotni podřizovat se rozhodnutím inkvizice a dalších institucí papeže.

### Změna názvu
V roce 1908 změnil Pius X. kongregaci název na Posvátná kongregace svatého úřadu, v roce 1965 ji pak Pavel VI. přejmenoval na Kongregaci pro nauku víry.

### Papežská omluva
V roce 2000 se papež Jan Pavel II. omluvil za hříchy, které římští katolíci spáchali ve jménu své víry včetně přehmatů během inkvizice, systematického útlaku prováděného církevními hodnostáři, aby byly chráněny ortodoxní doktríny.

## Citát
| „                          | Inkvizice, tento tribunál soudící myšlenky, toto mohutné zřízení, jehož pouhá představa ruší naše slabé nervy a nažene úzkost našim ptačím mozkům; inkvizice věděla velmi dobře, že nejtěžší zločiny jsou zločiny ducha, ba proto tak bezlítostně trestala jich… | “ |
| — Jules Barbey d'Aurevilly | |   |

| „                       | Na začátku výslechu, který zaznamenával úředník v latině, museli obvinění i svědkové přísahat, že nic nezatají. Pokud odmítli přísahat, bylo to považováno za projev souhlasu s obviněním. Pokud odmítli obvinění bez důkazu, že jsou nevinni, nebo stále odmítali přiznání, byly ukládány nejtěžší tresty: propadnutí majetku a téměř bez výjimky smrt upálením. Ve svém velkém pokrytectví papežská církev prohlašovala, že jí není dovoleno prolít krev a proto byli odsouzení předáni spolupracující světské moci, aby je potrestala nebo popravila. | “ |
| — John Foxe (1516-1587) | |   |

| „                       | Obhajoba před inkvizicí měla malý užitek, obvinění totiž bylo dostatečným důkazem viny, a čím byl obviněný bohatší, tím více byl v ohrožení. Lidé často nebyli popraveni kvůli falešnému učení, ale kvůli majetku. | “ |
| — John Foxe (1516-1587) | |   |

| „              | Pro převážnou většinu lidí bude pravděpodobně velmi těžké uvěřit, že opravdu nikdy neexistovala inkvizice jako jeden všemocný, hrozivý, centralizovaný soud-bestie, pronikající svými chapadly všechny projevy hledání náboženské pravdy a intelektuální nebo politické svobody. | “ |
| — Grzegorz Ryś | |   |

| „              | Není možné vytvořit dramatičtější obraz církve (než ten), jenž se stal popřením jí samé, vtěleným protivenstvím všech zásad, které hlásá. | “ |
| — Grzegorz Ryś | |   |